# Jon Elster

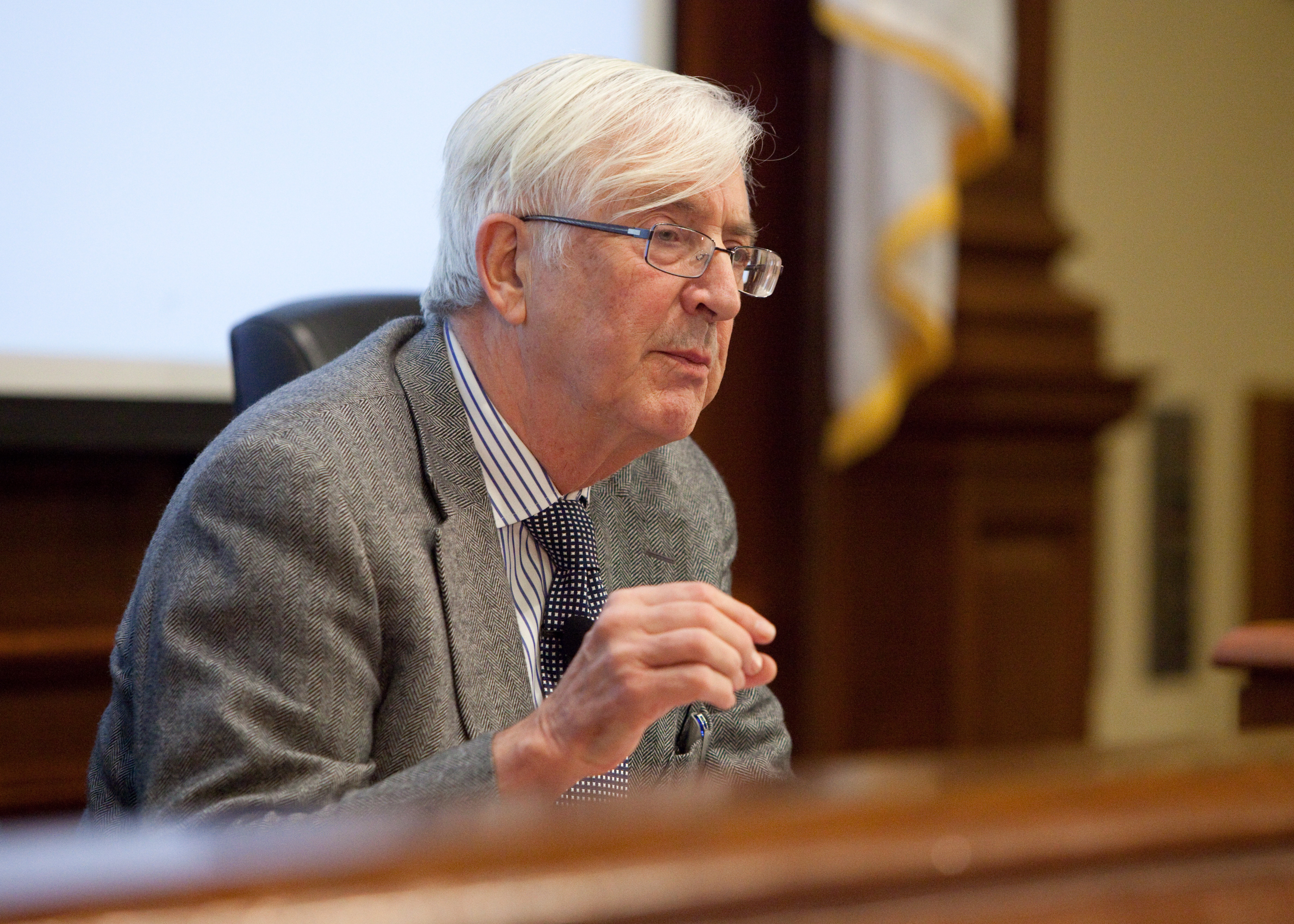
Jon Elster (2010)

Jon Elster (* 22. Februar 1940) ist ein norwegisch-US-amerikanischer Sozialwissenschaftler und Philosoph.

## Leben
Er wurde an der École normale supérieure ausgebildet. Er ist zurzeit Professor am Collège de France und Robert K. Merton-Professor für Soziologie an der Columbia University in New York. Elster ist einer der wichtigsten Vertreter der Theorie der rationalen Entscheidung (rational choice theory); insbesondere seine Arbeiten zur begrenzten Rationalität der Akteure wirkten vielfach bahnbrechend. Seit 1981 ist er Mitglied der Norwegischen Akademie der Wissenschaften. 1988 wurde er in die American Academy of Arts and Sciences, 1989 in die Academia Europaea und 1991 in die British Academy gewählt, 1997 mit dem Jean-Nicod-Preis ausgezeichnet. 2012 wurde er Mitglied der American Philosophical Society. 2016 erhielt er den Skytteanska priset der Universität Uppsala. Er ist Ehrendoktor der Universität Valencia und der Universität Stockholm.
Gemeinsam mit Gerald A. Cohen und John Roemer begründete er den Analytischen Marxismus der 1980er und 1990er Jahre. Elster bemühte sich hierbei, die Methoden der Entscheidungs- und Spieltheorie auf die Marxsche Theorie, beginnend mit dem Klassenkampf, anzuwenden, um diese anhand und im Sinne des methodologischen Individualismus zu rekonstruieren.
Elster ist der Sohn des norwegischen Journalisten Torolf Elster.

## Wirken
In seinen Werken Ulysses and the Sirens und Ulysses Unbound setzt sich Elster insbesondere mit dem Phänomen der freiwilligen Selbstbindung auseinander. Eine Selbstbindung kann von rationalen Akteuren eingesetzt werden, um damit voraussehbare Irrationalitäten zu verhindern. Als Analogie zur Selbstbindung dient Elster die Figur des Odysseus aus Homers Odyssee. Odysseus fordert seine Gefährten auf, sich selbst die Ohren mit Wachs zu verstopfen, ihn aber an den Mast des Schiffes zu fesseln, damit er den Gesang der Sirenen anhören kann, ohne ihnen zu verfallen und getötet zu werden. Odysseus gelingt es also, durch eine freiwillige Selbstbindung seinen faktischen Handlungsspielraum zu erweitern; er erzeugt gleichsam „Freiheit durch Bindung“. Allerdings hat Elster sich seit Sour Grapes (1983), etwa am Beispiel der adaptiven Präferenzen, zunehmend kritisch gegenüber Rational-Choice-Theorien geäußert:

„I now believe that rational-choice theory has less explanatory power than I used to think. Do real people act on the calculations that make up many pages of mathematical appendixes in leading journals? I do not think so. … There is no general nonintentional mechanism that can simulate or mimic rationality. … At the same time, the empirical support … tends to be quite weak. This is of course a sweeping statement. … Let me simply point out the high level of disagreement among competent scholars … fundamental, persistent disagreements among 'schools.' We never observe the kind of many-decimal-points precision that would put controversy to rest.“

Im Bereich der Gerechtigkeitsforschung verwies Jon Elster darauf, dass auf dezentraler Ebene im Sinne einer „lokalen Gerechtigkeit“ eine Vielzahl von Gerechtigkeitsfragen in Bezug auf knappe Güter entschieden werden, die nicht im Blickpunkt der gesamten Gesellschaft stehen, für den Einzelnen aber von hoher Bedeutung sind. In der Praxis finden sich gleichheitsorientierte Prinzipien (Lotterie, Rotation), zeitbasierte Konzepte (Warteschlange), personenabhängige Kriterien (Alter, Geschlecht, Anzahl der Geschwister) und bedarfsorientierte Konzepte (Wohlfahrt, Effizienz) sowie Kombinationen aus diesen Ansätzen (zum Beispiel Punktebewertungssysteme). Im Ergebnis arbeitete Elster heraus, dass in der Praxis aufgrund der zunehmenden Notwendigkeit der Rechtfertigung ein steigender Trend zur Ablösung einfacher Verteilungskriterien durch Methoden der Verfahrensgerechtigkeit zu beobachten sei.
Insgesamt hat Jon Elster 34 Bücher verfasst bzw. herausgegeben.

## Schriften (Auswahl)
- Leibniz et la formation de l’esprit capitaliste (Paris, 1975) ISBN 2-7007-0018-X
- Leibniz and the development of economic rationality (Oslo, 1975)
- Logic and Society (New York, 1978)
- Ulysses and the Sirens (Cambridge, 1979)
- Sour Grapes: Studies in the Subversion of Rationality (Cambridge, 1983)
- Explaining Technical Change: a Case Study in the Philosophy of Science (Oslo, 1983)
- Making Sense of Marx (Cambridge, 1985)
- An Introduction to Karl Marx (Cambridge, 1986)
- Rational Choice (Herausgeber) (Oxford, 1986)
- Nuts and Bolts for the Social Sciences (Cambridge, UK, 1989)
- Local Justice. How Institutions Allocate Scarce Goods and Necessary Burdens (New York, 1992)
- Strong Feelings: Emotion, Addiction, and Human Behavior The Jean Nicod Lectures (MIT Press, 1997)
- Alchemies of the Mind: Rationality and the Emotions (Cambridge, 1999)
- Ulysses Unbound: Studies in Rationality, Precommitment, and Constraints (Cambridge, 2002)
- Closing the Books: Transitional Justice in Historical Perspective (Cambridge, 2004)
- Explaining Social Behavior: More Nuts and Bolts for the Social Sciences (Cambridge, 2007)
- Alexis de Tocqueville: The First Social Scientist  (Cambridge, 2009)